# 波利斯西亞 (戈羅德尼亞區)
51°58′12″N 31°43′39″E / 51.97000°N 31.72750°E
波利斯西亞（烏克蘭語：Полісся）是位於烏克蘭北部切爾尼希夫州裏切爾尼希夫區的村莊，始建於1626年，面積3.59平方公里，海拔高度151米，2001年人口334，人口密度每平方公里93人。